# Synthemis
Genre
Synthemis est un genre de libellules de la famille des Synthemistidae (sous-ordre des Anisoptères). 

## Liste d'espèces
Le genre comprend quinze espèces :
- Synthemis ariadne Lieftinck, 1975
- Synthemis campioni Lieftinck, 1971
- Synthemis eustalacta (Burmeister, 1839)
- Synthemis fenella Campion, 1921
- Synthemis feronia Lieftinck, 1938
- Synthemis flexicauda Campion, 1921
- Synthemis leachii Selys, 1871
- Synthemis macrostigma Selys, 1871
- Synthemis miranda Selys, 1871
- Synthemis montaguei Campion, 1921
- Synthemis pamelae Davies, 2002
- Synthemis regina Selys, 1874
- Synthemis serendipita Winstanley, 1984
- Synthemis spiniger Tillyard, 1913
- Synthemis tasmanica Tillyard, 1910